# Gustav Karsten
Gustav Karsten (Berlin, 1820. november 24. – Kiel, 1900. március 16.) német fizikus és politikus.

## Élete
1845-ben a Berlini Egyetemen mint magántanár kezdte meg tanári működését, 1848-ban Kielbe hívták az egyetemre rendes tanárnak. 1859-től az elbei hercegségek számára felállított mértékhitelesítő intézet igazgatója volt, 1869-től a német birodalmi mértékhitelesítő bizottság tagja. 1856-ban indította meg a 21 kötetre tervezett fizikai enciklopédiáját, melynek számára Harms és Weyer nevű tudósokkal írta meg a bevezető kötetet (Lipcse, 1870). 1847-től 1853-ig a Fortschritte der Physik című ismertető vállalatot szerkesztette. 1878-tól 1881-ig mint a haladó párt tagja a német birodalmi tanácsban mint képviselő vett részt.

## Művei
- Diss. inauguralis Imponderabilium praesertim electricitatis theoria dynamica, cum appendice de imaginibus que luce, calore, electricitate procreantur (Berlin, 1843);
- Vorschläge zur allgemeinen deutschen Maass-, Gewichts- u. Münz-Regulierung (u. a. 1848);
- Lehrgang der mechanischen Naturlehre (Kiel, 1851-53).